# Garden Home-Whitford
Garden Home-Whitford – jednostka osadnicza w Stanach Zjednoczonych, w stanie Oregon, w hrabstwie Washington.